# Crisi di stato
Crisi di stato è un singolo del rapper italiano Fedez, pubblicato il 9 dicembre 2022 come terzo estratto dalla riedizione del sesto album in studio Disumano.

## Descrizione
Il brano è stato scritto assieme a Tropico, Paolo Antonacci e D.whale, che ne ha curato anche la produzione musicale. Si tratta pelopiù di un brano pop caratterizzato da influenze house e hyperpop.

## Promozione
L'artista ha presentato il singolo in anteprima durante la finale di X Factor 2022.

## Accoglienza
Crisi di stato ha ricevuto recensioni generalmente negative dalla critica musicale, che, sebbene abbia in parte apprezzato la volontà di entrare in contatto con nuovi generi musicali, non ha apprezzato la produzione in unione con le capacità vocali del cantante.
Recensendo il brano per All Music Italia, Fabio Fiume ha assegnato un punteggio di 5,5 su 10, scrivendo che la voce di Fedez risulti «dissonante» rispetto alla base musicale, con il risultato che «sembra che la musica segua un tempo e Federico un altro», associando la musicalità agli Scooter, apprezzando tuttavia la volontà del rapper di non «adagiarsi su se stesso». Poco entusiasta anche la recensione di Rolling Stone Italia, che rispetto alle aspettative di un brano hyperpop, ha definito la componente musicale «a metà tra il disordine sonoro de Lo Stato Sociale e l'euforia esasperata di Dargen D'Amico; [...] musica da calcinculo alle giostre più che da rave».
Gabriele Fazio di Agenzia Giornalistica Italia ha spiegato che il brano «arranca a fasi alterne tra il funzionante, il bruttarello e l'inspiegabilmente pubblicato», sottolineando che «qualcuno deve aver detto a Fedez che questo romanticismo spinto su cassa dritta cafoncella risulti in qualche modo digeribile, ma quel qualcuno stava scherzando». Similmente Alessandro Alicandri di TV Sorrisi e Canzoni afferma che musicalmente si tratta di una scelta in linea con «i più recenti trend musicali social», che lascia tuttavia spazio all'ascoltatore di immergersi «nella cruda e bellissima realtà» del testo. Il giornalista definisce il brano «politico», che sebbene non sia riferito ai partiti politici e al governo italiano, risulta essere «l'espressione pubblica del suo amore e delle idee che in genere ne tengono in vita».
Vincenzo Nasto di Fanpage.it riscontra come gli ultimi singoli appaiano «come episodi senza un filo che li lega», come se non appartenessero ad un album ma al «suo flusso artistico». Nasto scrive che il cantante nel brano «sembra quasi urlare il bisogno e la ricerca di qualcosa di vero», trovando tuttavia la produzione di Simonetta «eccelsa». Il quotidiano La Repubblica rimane piacevolmente colpito dalla capacità del cantante di esplorare nuove sonorità, trovando che «mostra per l'ennesima volta quanto sia impossibile definire Fedez», definendo il ritornello «frenetico e travolgente».

## Tracce
Crediti riportati sul sito della SIAE.
Testi di Davide Simonetta, Federico Leonardo Lucia, Davide Petrella e Paolo Antonacci, musiche di Davide Simonetta, Davide Petrella e Paolo Antonacci.
1. Crisi di stato – 3:23

## Formazione
- Fedez – voce
- D.whale – produzione

## Classifiche
| Classifica (2022) | Posizione massima |
| ----------------- | ----------------- |
| Italia            | 29                |